# Journal of Chemical Theory and Computation
Journal of Chemical Theory and Computation è una rivista accademica che si occupa di chimica teorica e computazionale. Nel 2014 il fattore d'impatto della rivista era di 5,498.